# 碌々産業
碌々産業（ろくろくさんぎょう）は、東京都に本社を持つ微細加工工作機械及びプリント基板加工機のメーカーである。
工場は静岡県焼津市にある。

## 沿革
- 1903年6月16日 -初代社長、野田正一が東京銀座において「碌々商店」を創業。機械工具類の輸入販売を開始する。
- 1912年 - 東京月島に工場を建設。自社製品の製造・販売を開始。
- 1929年 - ガソリン機関車を製作し早来軌道、江当軌道に納車。
- 1944年 - 大井川町（現・焼津市）に工場を建設。相川製作所と称す。
- 1961年 - 自社製ボール盤を米国へ初めての輸出。
- 1962年 - 仏ヒューレ社と技術提携し、ヒューロン超万能フライス盤の製作を開始。
- 1965年 - 山梨大学、富士通、碌々産業の共同による我国初のN/Cボール盤の開発に成功。
- 1966年 - プリント基板専用N/Cボール盤を開発し製作・販売を開始。
- 1970年 - 国産初の立型マシニングセンタRMCを開発。
- 1999年 - 高精度高速小径微細加工機MEGA　第29回中堅・中小企業新機械開発賞を受賞。
- 2003年 - 創立100周年。
- 2005年 - 室温制御完全恒温精密組立工場「Area23」竣工。
- 2006年 - プリント配線板加工機「Σ-Series」（穴明機・ルータ機）発表。
- 2008年 - ツイン駆動方式大型高精度加工機「ZEUS-86」、5軸制御部品加工機 「RMX-50V」発表。